# Vận tải đường sắt ở Trung Quốc
Vận tải đường sắt ở Trung Quốc là lĩnh vực giao thông đường dài đóng vai trò quan trọng ở đất nước này. Tính đến năm 2021, Trung Quốc sở hữu hơn 150,000 km (93 mi)[a] đường sắt và là nước có mạng lưới đường sắt dài thứ hai thế giới. Đến cuối năm 2021, nước này có đến hơn 40,000 kilômét (25 dặm) Đường sắt tốc độ cao - mạng lưới đường sắt tốc độ cao dài nhất thế giới.

## Lịch sử

### Thời kì nhà Thanh (1876 - 1911)

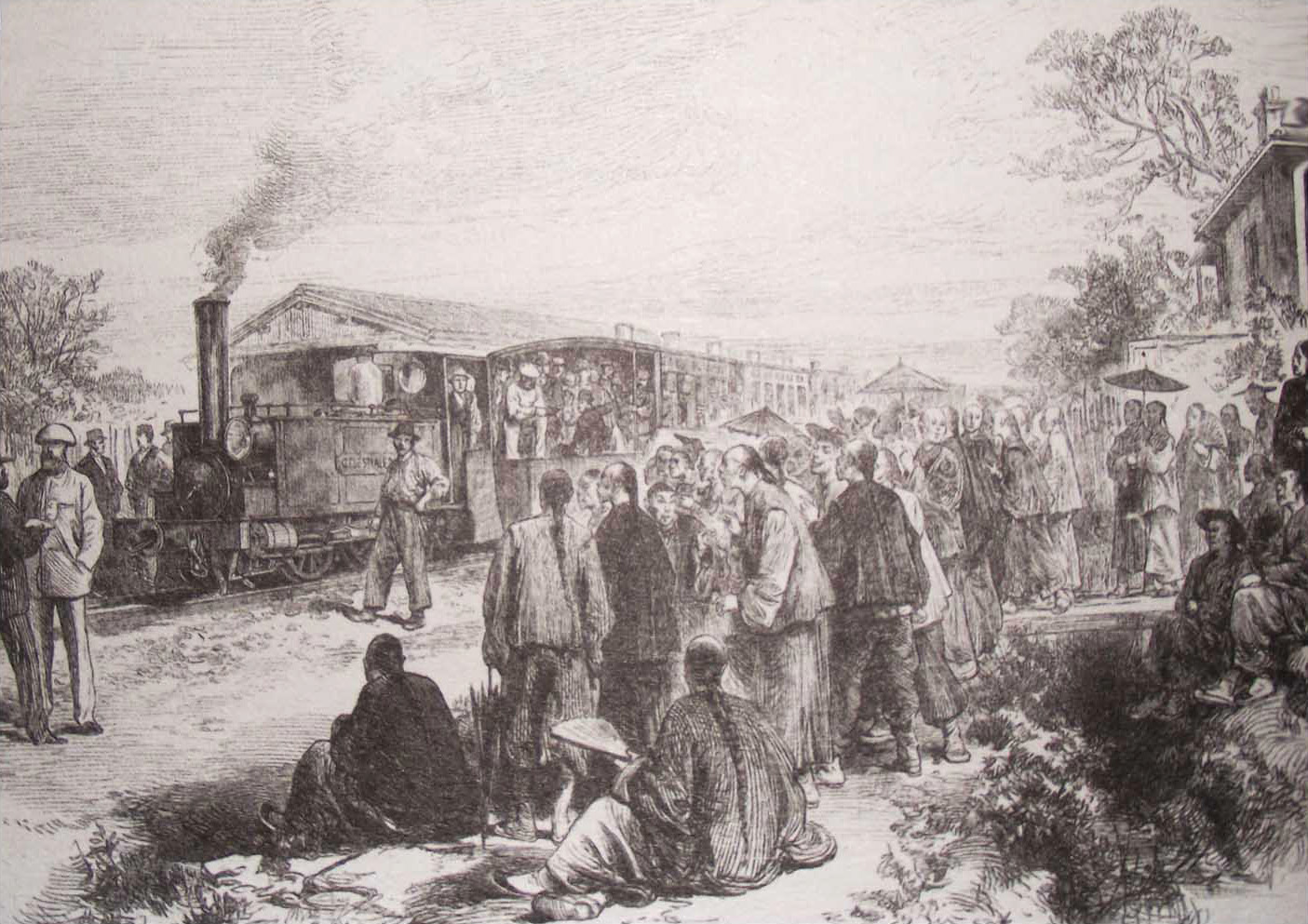
Khai trương tuyến Ngô Tùng, tuyến đường sắt đầu tiên ở Trung Quốc, giữa Thượng Hải và Wusong vào năm 1876

Đường ray xe lửa đầu tiên được ghi nhận được lắp đặt ở Trung Quốc là một tuyến đường khổ nhỏ dài 600 mét mà một thương gia người Anh đã lắp ráp bên ngoài cổng Huyền Vũ ở Bắc Kinh vào năm 1865 để trình diễn công nghệ đường sắt. Chính quyền nhà Thanh không quan tâm và đã cho tháo dỡ tuyến đường. Tuyến đường sắt đầu tiên đi vào hoạt động thương mại là Đường sắt Ngô Tùng, một tuyến đường sắt dài 9 dặm (14 km) từ Thượng Hải đến Ngô Tùng (nay thuộc Bảo Sơn, Thượng Hải), mở cửa vào năm 1876. Nó cũng do người Anh xây dựng mà không có sự chấp thuận của chính quyền nhà Thanh. Đường dây này lại bị tháo dỡ một năm sau đó. Cho đến khi thất bại trong Chiến tranh Trung-Nhật lần thứ nhất, chính quyền Trung Quốc vẫn thù địch với việc xây dựng đường sắt. Bắt đầu từ năm 1895, chính phủ bắt đầu nhượng bộ cho người nước ngoài xây dựng đường sắt và cho phép kết nối trực tiếp đến thủ đô Bắc Kinh.
Đến năm 1911, có khoảng 9.000 km đường sắt ở Trung Quốc, hầu hết do các công ty nước ngoài thiết kế, xây dựng, sở hữu và vận hành. Điều này vẫn đi sau trình độ của thế giới, Hoa Kỳ có khoảng 380.000 km đường sắt vào thời điểm đó. Đường sắt do người bản địa thiết kế và xây dựng đầu tiên của Trung Quốc là Đường sắt Bắc Kinh-Trương Gia Khẩu được xây dựng từ năm 1905 đến năm 1909, một công việc xây dựng khó khăn do địa hình đồi núi. Kỹ sư trưởng của tuyến đường sắt này là Zhan Tianyou , người được mệnh danh là Cha đẻ của Đường sắt Trung Quốc.

### Trung Hoa Dân Quốc (1912 - 1949)

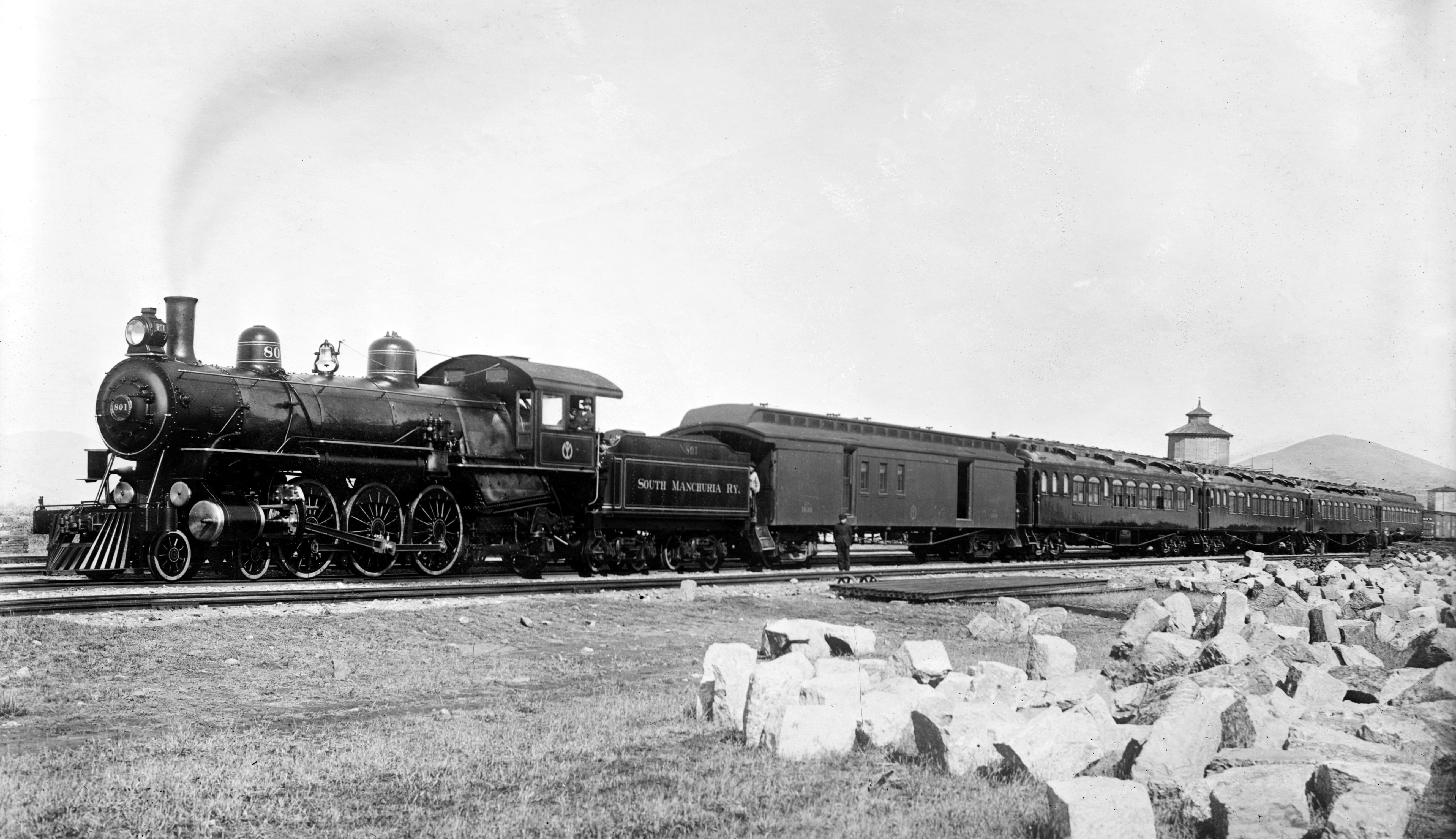
Một đoàn tàu với đầu máy do Mỹ chế tạo trên Đường sắt Nam Mãn Châu ở đông bắc Trung Quốc.

Trong thời kỳ Trung Hoa Dân Quốc từ năm 1912 đến năm 1949, sự phát triển của mạng lưới đường sắt ở Trung Quốc bị chậm lại do các cuộc nội chiến liên miên và sự xâm lược của Nhật Bản trong Chiến tranh Trung-Nhật lần thứ hai. Một trong số ít trường hợp ngoại lệ là ở Đông Bắc Trung Quốc (Mãn Châu). Người Nga đã mở Đường sắt phía Đông Trung Quốc vào năm 1901; sau Chiến tranh Nga-Nhật (1904–1905), người Nhật giành quyền kiểm soát một phần của Đường sắt phía Đông Trung Quốc ở phía nam Trường Xuân , sử dụng nó để thành lập Công ty Đường sắt Nam Mãn Châu (SMR) vào năm 1906; công ty này thường được gọi là "Công ty Đông Ấn của Nhật Bản ở Trung Quốc" do ảnh hưởng sâu rộng của nó đối với tình hình chính trị và kinh tế của Mãn Châu. Trong thời gian cai trị của các lãnh chúa Fengtian từ năm 1912 đến năm 1931, nhiều công ty đường sắt thuộc sở hữu tư nhân đã được thành lập. Sau khi người Nhật gây ra Sự kiện Phụng Thiên vào ngày 18 tháng 9 năm 1931 như một cái cớ xâm lược Mãn Châu và sau đó thành lập một nhà nước bù nhìn gọi là "Mãn Châu Quốc", những tuyến đường sắt tư nhân này đã được quốc hữu hóa và hợp nhất để tạo thành Đường sắt Quốc gia Mãn Châu (MNR). Năm 1935, người Nhật mua phần phía bắc của Đường sắt phía Đông Trung Quốc từ Liên Xô và sáp nhập nó vào MNR. Ngoài MNR và SMR, một số công ty đường sắt khác đã được thành lập ở các vùng do Nhật Bản chiếm đóng của Trung Quốc, bao gồm Công ty Vận tải Hoa Bắc, Công ty Đường sắt Trung tâm Trung Quốc và Công ty Đường sắt Đông Mãn Châu. Năm 1945, ngay sau Chiến tranh Trung-Nhật lần thứ hai, có 27.000 km (17.000 dặm) đường sắt, trong đó gần một nửa - 13.000 km (8.100 dặm) - nằm ở Mãn Châu.

### Cộng hoà Nhân dân Trung Hoa (1949-)

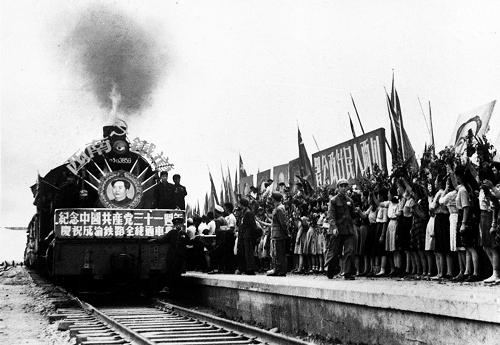
Lễ khánh thành tuyến đường sắt Thành Đô – Trùng Khánh vào năm 1953. Đây là tuyến đường sắt đầu tiên được xây dựng sau khi nước Cộng hòa Nhân dân Trung Hoa được thành lập vào năm 1949.

Sau khi nước Cộng hòa Nhân dân Trung Hoa được thành lập, chính phủ mới dưới thời Mao Trạch Đông đã đầu tư rất nhiều vào mạng lưới đường sắt. Từ những năm 1950 đến những năm 70, các tuyến đường sắt, đặc biệt là ở miền Tây Trung Quốc, đã được mở rộng. Một ví dụ là tuyến đường sắt dài 1900 km từ Lan Châu đến Ürümqi, được xây dựng từ năm 1952 đến năm 1962. Ở Tây Nam Trung Quốc nơi có địa hình hiểm trở, một số tuyến đường sắt trên núi đã được xây dựng, chẳng hạn như Đường sắt Bảo Kê – Thành Đô được xây dựng vào những năm 1950, và Đường sắt Thành Đô – Côn Minh được xây dựng vào những năm 1970. Đường sắt đến Tây Tạng, một trong những công trình cao nhất thế giới, cuối cùng đã được hoàn thành và mở cửa cho công chúng vào năm 2006. Ngày nay, mọi thực thể cấp tỉnh của Trung Quốc ngoại trừ Ma Cao, đều được kết nối với mạng lưới đường sắt.

Mạng lưới đường sắt Trung Quốc không chỉ được mở rộng về quy mô kể từ năm 1949 mà còn có những bước tiến vượt bậc về công nghệ. Trước những năm 1980, hầu hết đường sắt chạy bằng hơi nước. Đầu máy diesel đầu tiên của Trung Quốc, Đông Phong được giới thiệu vào năm 1958. Các nỗ lực Diesel hóa sớm đã bị chậm lại do các vấn đề với DF4 đời đầu và việc duy trì sản xuất đầu máy hơi nước vào cuối những năm 1980. Trong những năm 1980 và 90, đầu máy diesel và điện đã thay thế động cơ hơi nước trên các tuyến đường chính. Tuy nhiên, đầu máy hơi nước vẫn chưa ngừng hoạt động trên một số tuyến đường sắt của tỉnh cho đến thế kỷ 21. Vào tháng 12 năm 2005, chuyến tàu hơi nước chính có doanh thu thường xuyên cuối cùng trên thế giới đã kết thúc hành trình trên tuyến đường sắt Tập Ninh-Thông Liêu, đánh dấu sự kết thúc của kỷ nguyên hơi nước. Tuy nhiên, vẫn có một số đầu máy hơi nước được sử dụng trong các tuyến đường sắt công nghiệp ở Trung Quốc.

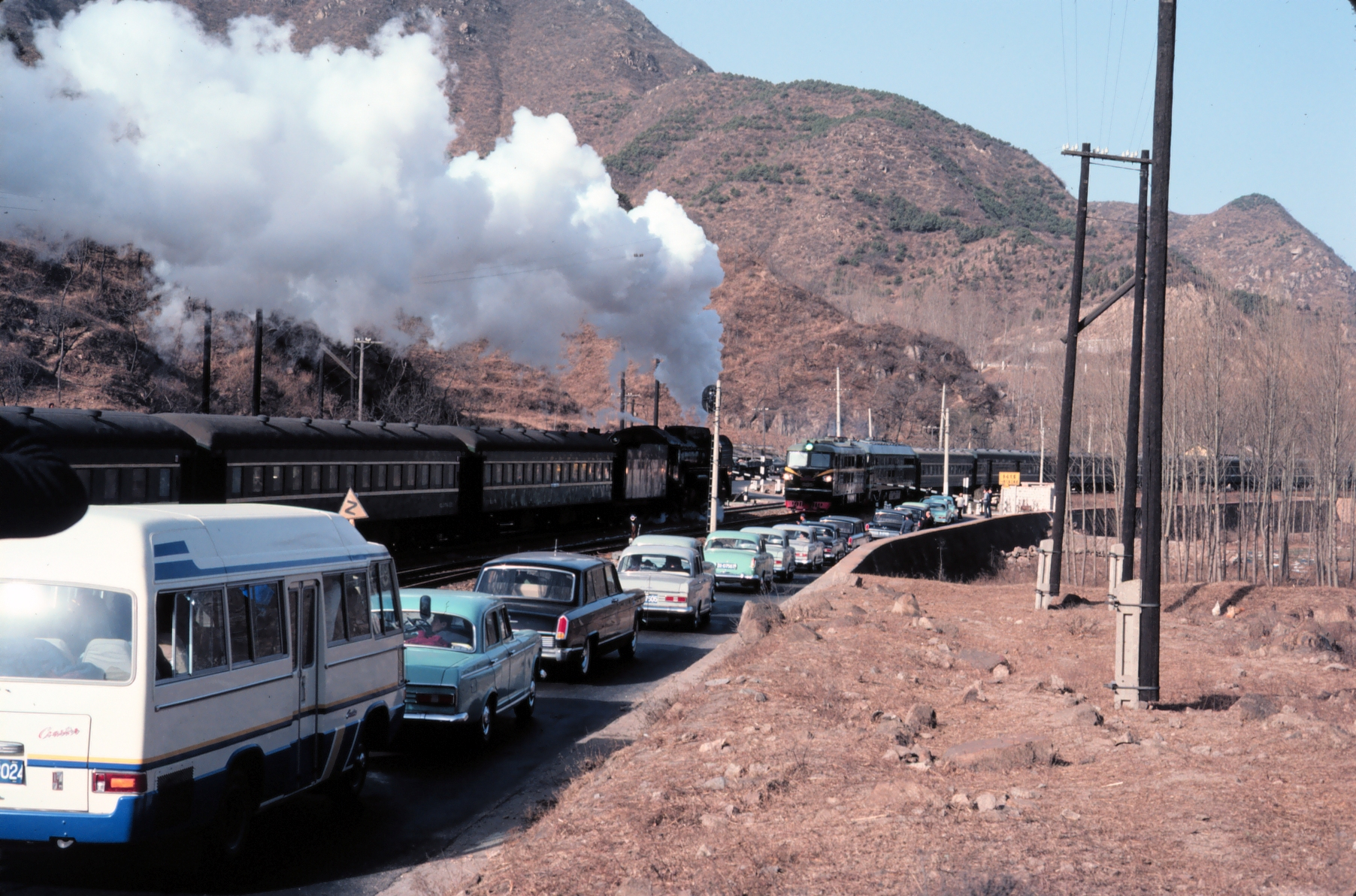
Đầu máy hơi nước và đầu máy diesel gần Vạn Lý Trường Thành ở Bắc Kinh năm 1979.

Từ năm 1990 đến 2001, trung bình khoảng 1.092 km đường sắt mới, 837 km đường đôi và 962 km đường sắt điện khí hóa được thông xe hàng năm, tăng lần lượt 2,4 lần, 1,7 lần và 1,8 lần so với 10 năm trước đó. Cuối năm 2004, đường sắt đi vào hoạt động đạt 74.200 km, trong đó có 24.100 km đường đôi và 18.900 km đường sắt điện khí hóa.
Kể từ năm 1997, tốc độ tàu đã được nâng lên đáng kể sáu lần. Tốc độ tối đa của tàu tốc hành tăng từ 120 km lên 200 km một giờ và tàu khách có thể đạt tốc độ tối đa 350 km một giờ trên một số đoạn của tuyến đường sắt huyết mạch.
Vào tháng 3 năm 2013, Bộ Đường sắt bị giải thể và Bộ Giao thông vận tải đảm nhận các nhiệm vụ về an toàn và quy định, Cục Đường sắt Nhà nước thực hiện nhiệm vụ thanh tra và Tổng công ty Đường sắt Trung Quốc (CR) xây dựng và quản lý .
Vào năm 2020, Đường sắt Trung Quốc đã công bố kế hoạch mở rộng mạng lưới đường sắt thêm 33% hoặc khoảng 95.000 km (59.000 mi), nhằm kết nối tất cả các thành phố với dân số trên 200.000 người bằng đường sắt và tất cả với dân số trên 500.000 người bằng đường sắt cao tốc trước năm 2035. Tính đến tháng 7 năm 2020, 95% thành phố trên 1 triệu dân đã được kết nối bằng đường sắt cao tốc.

## Công tác quản lí
Đường sắt ở Trung Quốc được chia thành ba loại chính: đường sắt quốc gia, đường sắt địa phương và đường sắt chỉ định. Đường sắt quốc gia do Quốc vụ viện quản lý và loại này chiếm phần lớn đường sắt ở Trung Quốc. Đường sắt địa phương, do chính quyền cấp tỉnh hoặc thành phố trực thuộc Trung ương điều hành, chỉ đạt 40.000 km trong năm 2013, chưa đến 4% tổng số toàn quốc.Đường sắt được chỉ định được vận hành bởi các doanh nghiệp như mỏ và nhà máy thép. Từ những năm 1980, chính phủ quốc gia và chính quyền địa phương đã cùng tài trợ cho việc xây dựng đường sắt, đôi khi sử dụng vốn tư nhân. Đường sắt cổ phần chiếm khoảng 32% mạng lưới quốc gia vào năm 2013. Đường sắt Luoding ở tỉnh Quảng Đông, được xây dựng như một tuyến đường sắt cổ phần với sự đầu tư của chính quyền địa phương và chính phủ vào năm 2001, dần dần được tư nhân hóa và là một trong số ít đường sắt chở khách thuộc sở hữu tư nhân.
Trong hơn năm mươi năm, ngoại trừ một thời gian ngắn trong Cách mạng Văn hóa, tất cả các tuyến đường sắt quốc gia đều do Bộ Đường sắt điều hành và quản lý. Vào tháng 3 năm 2013, Quốc vụ viện đã tách Bộ Đường sắt thành Cục Quản lý Đường sắt Quốc gia để giám sát các quy định về đường sắt và Tổng công ty Đường sắt Trung Quốc, một công ty nhà nước, để vận hành các tuyến đường sắt quốc gia. Cục Đường sắt Quốc gia là đơn vị cấp cục trực thuộc Bộ Giao thông vận tải. Tổng công ty Đường sắt Trung Quốc là một công ty nhà nước cấp Bộ trực thuộc Quốc vụ viện. Bộ trưởng Bộ đường sắt cuối cùng, Sheng Guangzu, trở thành tổng giám đốc của Tập đoàn Đường sắt Trung Quốc.

### Đơn vị quản lý và điều hành đường sắt
Tập đoàn Đường sắt Trung Quốc đảm nhận phần lớn tài sản của Bộ Đường sắt và tiếp tục quản lý đường sắt ở ba cấp - cấp quốc gia, cấp cục hoặc công ty con và cấp nhà ga. Dưới đây là 18 cục đường sắt của Tổng công ty Đường sắt Trung Quốc và số lượng ga hành khách mà mỗi cục quản lý trong năm 2013. Cục Đường sắt Quốc gia có bảy cục giám sát, có trụ sở tại Thẩm Dương, Thượng Hải, Quảng Châu, Thành Đô, Vũ Hán, Tây An và Lan Châu. 
- Cục Đường sắt Bắc Kinh (138)
- Cục Đường sắt Thành Đô (105)
- Tập đoàn đường sắt Quảng Châu (97)
- Cục đường sắt Cáp Nhĩ Tân (280)
- Cục đường sắt Hohhot (52)
- Cục đường sắt Tế Nam (280)
- Cục Đường sắt Côn Minh (40)
- Cục Đường sắt Lan Châu (54)
- Cục Đường sắt Nam Xương (84)
- Cục Đường sắt Nam Ninh (107)
- Tập đoàn đường sắt Thanh Hải-Tây Tạng (8)
- Cục Đường sắt Thượng Hải (138)
- Cục Đường sắt Thẩm Dương  (408)
- Cục đường sắt Thái Nguyên (82)
- Cục Đường sắt Ürümqi (22)
- Cục Đường sắt Vũ Hán (66)
- Cục đường sắt Tây An (94)
- Cục Đường sắt Trịnh Châu (62)

### Doanh thu và đầu tư

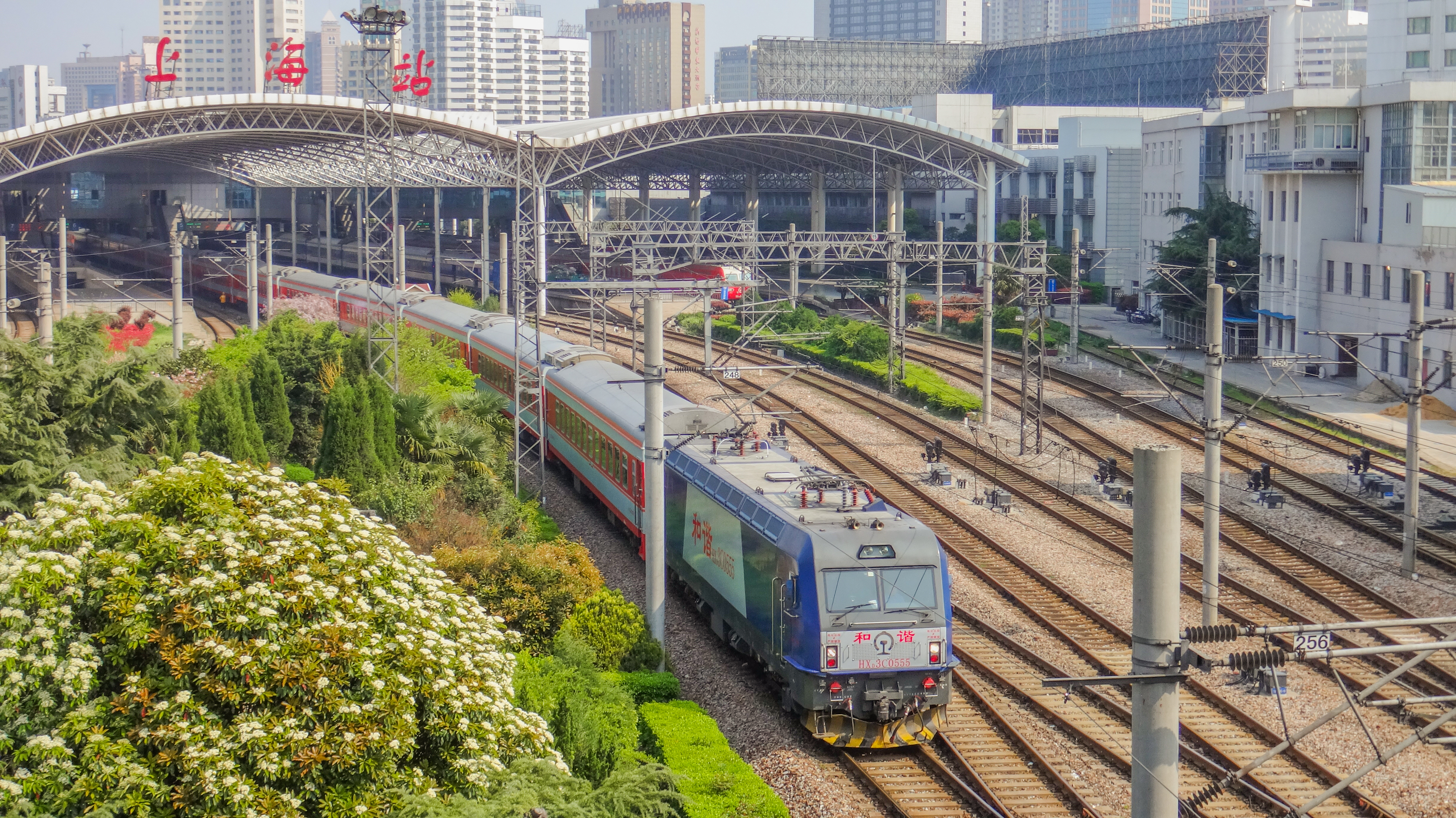
Một chuyến tàu chở khách rời nhà ga Thượng Hải.

Năm 2013, vận tải đường sắt đạt doanh thu 605 tỷ Nhân dân tệ, tăng 14,1% so với năm trước.
Để đáp ứng nhu cầu ngày càng tăng về dịch vụ đường sắt, chính phủ đang đầu tư lớn vào đầu máy và cơ sở hạ tầng. Trong năm 2013, các khoản đầu tư vào đường sắt trị giá 808,8 tỷ Nhân dân tệ, trong đó 662,3 tỷ vào cơ sở hạ tầng đường sắt và 146,5 tỷ vào đầu máy toa xe.

### Việc làm
Ngành đường sắt Trung Quốc sử dụng 2.184.400 lao động trong năm 2013, tăng 139.000 người so với năm trước. Sản lượng của công nhân đạt trung bình 482.600 Nhân dân tệ/ người.

### Sử dụng năng lượng
Năm 2014, ngành đường sắt Trung Quốc tiêu thụ 16,526 triệu tấn than, giảm 4,6% (801.000 tấn) so với năm 2013. Trung bình cần 4,51 tấn than để vận chuyển một triệu tấn-km hàng hóa.

## Mạng lưới đường ray
Tính đến năm 2019, tổng chiều dài đường sắt ở Trung Quốc đạt 139.000 km (86.371 mi), bao gồm 59% đường đôi (83.000 km) và 71,9% điện khí hóa (100.000 km), và 35.000 km (21.748 dặm) đường sắt cao tốc (HSR).  Điện khí hóa đường sắt được thực hiện với hệ thống điện xoay chiều 27,5kV 50Hz.
Trung Quốc có mạng lưới đường sắt dài thứ hai trên thế giới và mạng lưới đường sắt cao tốc dài nhất, trong khi tất cả các tỉnh và khu vực đều được kết nối bằng đường sắt quốc gia ngoại trừ Ma Cao, hoặc đường sắt cao tốc ngoại trừ Tây Tạng và Ma Cao.
Năm 2011, chiều dài mạng lưới là khoảng 91.000 km (56.545 dặm), bao gồm 41,1% đường đôi (37.000 km) và 46,6% được điện khí hóa (42.000 km). Tính đến năm 2014, 50,8% đường sắt là đường đôi (57.000 km (35.418 dặm)) và 58,3% được điện khí hóa (65.000 km (40.389 dặm)).Mật độ mạng lưới đường sắt là 116,48 km trên 10.000 km 2.
| Năm  | km     | ±% năm |
| ---- | ------ | ------ |
| 1949 | 21.800 | —      |
| 1955 | 25.600 | +2.71% |
| 1960 | 33.900 | +5.78% |
| 1965 | 36.400 | +1.43% |
| 1970 | 41.000 | +2.41% |
| 1975 | 46.000 | +2.33% |
| 1980 | 53.300 | +2.99% |
| 1985 | 55.000 | +0.63% |
| 1990 | 57.800 | +1.00% |
| 1995 | 62.400 | +1.54% |
| 2000 | 68.700 | +1.94% |
| 2005 | 75.400 | +1.88% |
| 2010 | 90.504 | +3.72% |

| Năm  | km      | ±% năm |
| ---- | ------- | ------ |
| 2011 | 93.300  | +3.09% |
| 2012 | 97.600  | +4.61% |
| 2013 | 103.000 | +5.53% |
| 2014 | 112.000 | +8.74% |
| 2015 | 121.000 | +8.04% |
| 2016 | 124.000 | +2.48% |
| 2017 | 127.000 | +2.42% |
| 2018 | 131.000 | +3.15% |
| 2019 | 139.000 | +6.11% |
| 2020 | 146.000 | +5.04% |
| 2021 | 150.000 | +2.74% |
| 2025 | 170.000 | +3.18% |
| 2035 | 200.000 | +1.64% |

| Năm  | km     | ±% năm |
| ---- | ------ | ------ |
| 1949 | 21.800 | —      |
| 1955 | 25.600 | +2.71% |
| 1960 | 33.900 | +5.78% |
| 1965 | 36.400 | +1.43% |
| 1970 | 41.000 | +2.41% |
| 1975 | 46.000 | +2.33% |
| 1980 | 53.300 | +2.99% |
| 1985 | 55.000 | +0.63% |
| 1990 | 57.800 | +1.00% |
| 1995 | 62.400 | +1.54% |
| 2000 | 68.700 | +1.94% |
| 2005 | 75.400 | +1.88% |
| 2010 | 90.504 | +3.72% |

| Năm  | km      | ±% năm |
| ---- | ------- | ------ |
| 2011 | 93.300  | +3.09% |
| 2012 | 97.600  | +4.61% |
| 2013 | 103.000 | +5.53% |
| 2014 | 112.000 | +8.74% |
| 2015 | 121.000 | +8.04% |
| 2016 | 124.000 | +2.48% |
| 2017 | 127.000 | +2.42% |
| 2018 | 131.000 | +3.15% |
| 2019 | 139.000 | +6.11% |
| 2020 | 146.000 | +5.04% |
| 2021 | 150.000 | +2.74% |
| 2025 | 170.000 | +3.18% |
| 2035 | 200.000 | +1.64% |

| Năm  | km     | ±% năm  |
| ---- | ------ | ------- |
| 2008 | 2.740  | —       |
| 2009 | 3.676  | +34.16% |
| 2010 | 5.149  | +40.07% |
| 2011 | 8.358  | +62.32% |
| 2012 | 9.356  | +11.94% |
| 2013 | 11.028 | +17.87% |
| 2014 | 16.726 | +51.67% |
| 2015 | 19.210 | +14.85% |

| Năm  | km     | ±% năm  |
| ---- | ------ | ------- |
| 2016 | 22.000 | +14.52% |
| 2017 | 23.000 | +4.55%  |
| 2018 | 29.000 | +26.09% |
| 2019 | 32.200 | +11.03% |
| 2020 | 37.900 | +17.70% |
| 2021 | 40.000 | +5.54%  |
| 2025 | 50.000 | +5.74%  |
| 2035 | 70.000 | +3.42%  |

| Năm  | km     | ±% năm  |
| ---- | ------ | ------- |
| 2008 | 2.740  | —       |
| 2009 | 3.676  | +34.16% |
| 2010 | 5.149  | +40.07% |
| 2011 | 8.358  | +62.32% |
| 2012 | 9.356  | +11.94% |
| 2013 | 11.028 | +17.87% |
| 2014 | 16.726 | +51.67% |
| 2015 | 19.210 | +14.85% |

| Năm  | km     | ±% năm  |
| ---- | ------ | ------- |
| 2016 | 22.000 | +14.52% |
| 2017 | 23.000 | +4.55%  |
| 2018 | 29.000 | +26.09% |
| 2019 | 32.200 | +11.03% |
| 2020 | 37.900 | +17.70% |
| 2021 | 40.000 | +5.54%  |
| 2025 | 50.000 | +5.74%  |
| 2035 | 70.000 | +3.42%  |

## Đường sắt tốc độ cao

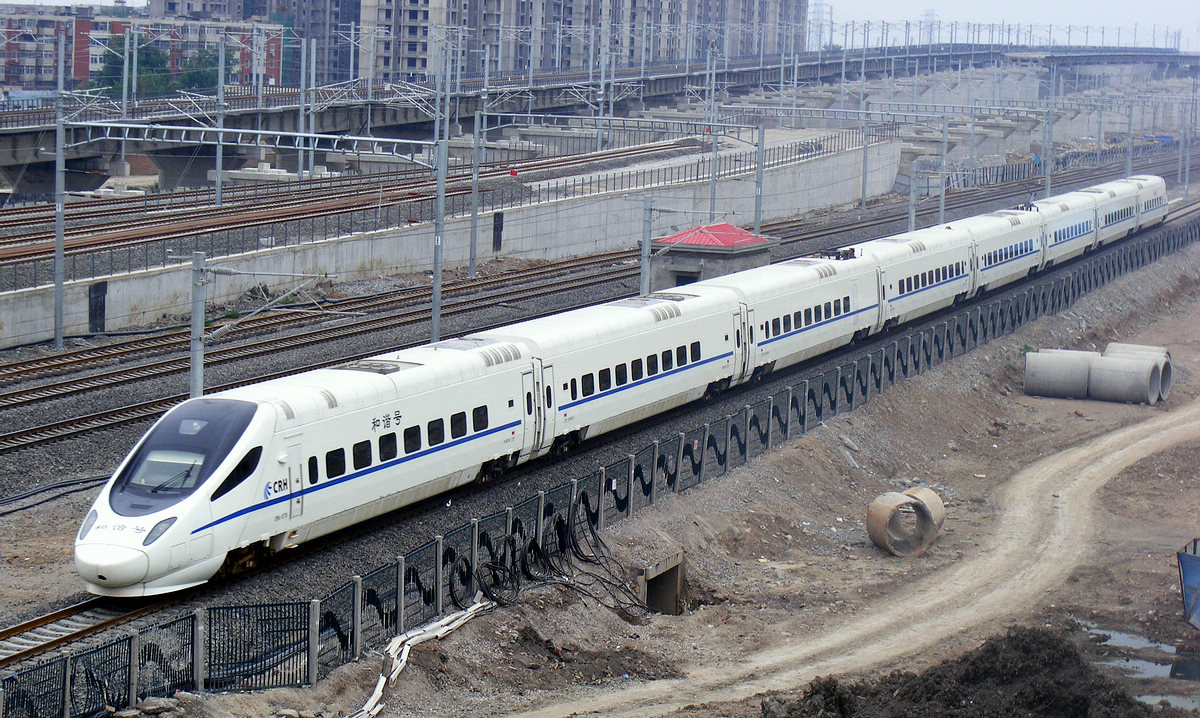
Một chuyến tàu cao tốc CRH5 trên Đường sắt Bắc Kinh-Thượng Hải.

Đường sắt cao tốc ở Trung Quốc bao gồm bất kỳ dịch vụ xe lửa nào (thường chỉ dành cho hành khách) với tốc độ tàu trung bình trên 200 kilômét trên giờ (120 mph). Dịch vụ tốc độ cao trên các đoàn tàu Cao tốc (CRH) của Đường sắt Trung Quốc chính thức được giới thiệu vào năm 2007. Đây là những đoàn tàu chạy trên các tuyến thông thường được nâng cấp cũng như đường ray cao tốc dành riêng cho hành khách có thể cho phép tốc độ lên đến 350 kilômét trên giờ (220 mph).
Trong thập kỷ trước khi đường sắt cao tốc ra đời, tốc độ di chuyển của các đoàn tàu thông thường đã được nâng cao trên hầu hết các tuyến đường chính. Đến năm 2007, tốc độ tối đa của tàu chở khách đạt 200 kilômét trên giờ (120 mph) trên các tuyến chính như Đường sắt Bắc Kinh – Thượng Hải, Đường sắt Bắc Kinh – Cáp Nhĩ Tân và Đường sắt Bắc Kinh – Quảng Châu. Giới hạn tốc độ vận chuyển hàng hóa cũng được tăng lên 120 kilômét trên giờ (75 mph). Việc nâng cao tốc độ này được kỳ vọng sẽ nâng công suất hành khách và hàng hóa lên lần lượt là 18% và 12%. Một số tuyến dành riêng cho tàu tốc độ cao mới được xây dựng như Đường sắt liên tỉnh Bắc Kinh - Thiên Tân và Đường sắt cao tốc Vũ Hán-Quảng Châu có tốc độ tối đa 350 kilômét trên giờ (220 mph). Tốc độ tàu cao nhất đã giảm xuống còn 300 kilômét trên giờ (190 mph) vào năm 2011.
Trước khi áp dụng các đường ray thông thường cho đường sắt cao tốc, các nhà chức trách quy hoạch cũng đã thử nghiệm công nghệ maglev. Tàu đệm từ Thượng Hải được chế tạo vào năm 2004 vẫn là tàu nhanh nhất trong nước với tốc độ cao nhất là  431 kilômét trên giờ (268 mph). Xe lửa loại này thực hiện chuyến đi 30,5 km (19,0 mi) từ Sân bay Phố Đông đến thành phố trong vòng chưa đầy 7,5 phút.

## Vận tải hành khách

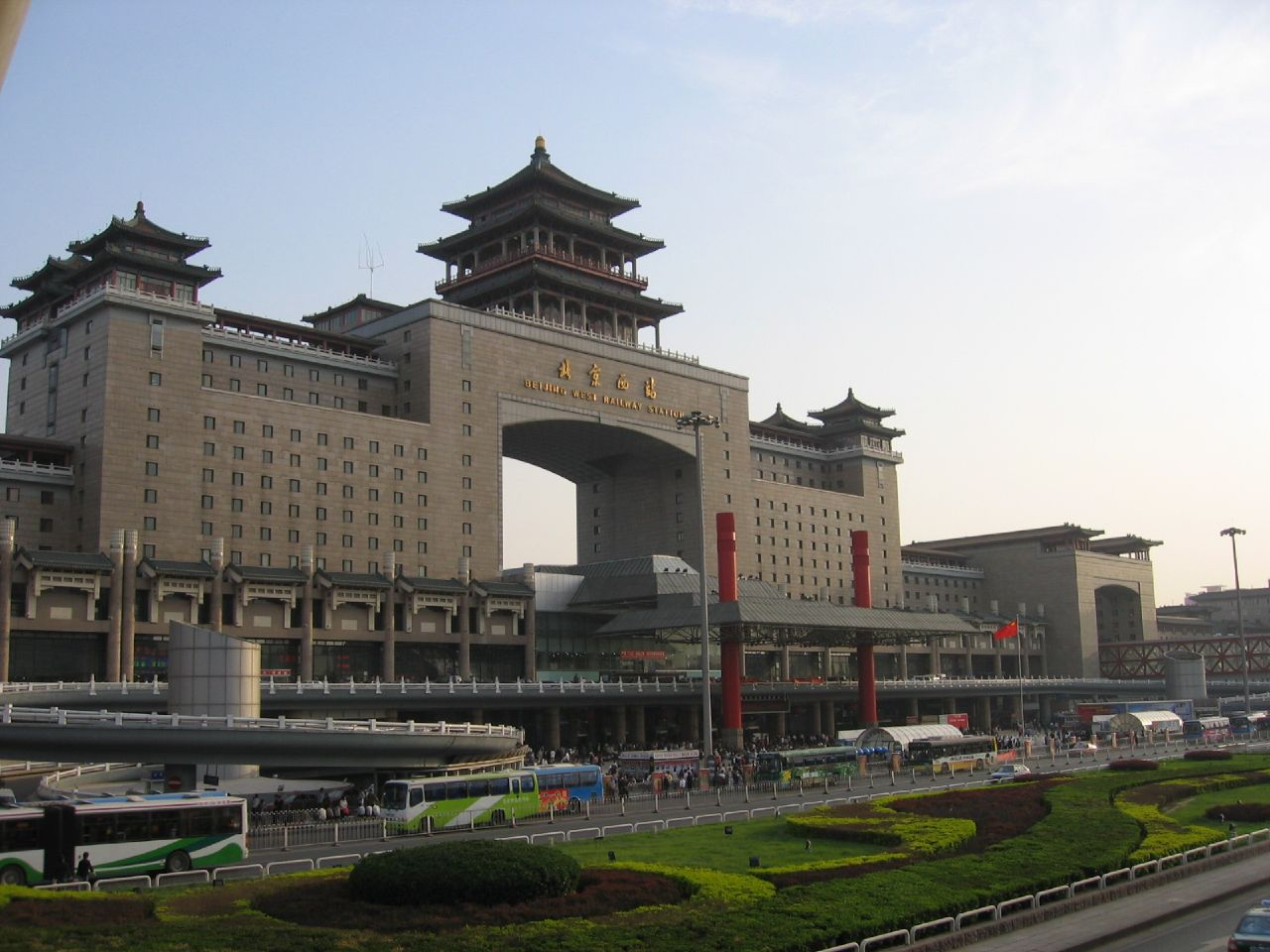
Ga đường sắt Bắc Kinh Tây khai trương vào năm 1996, là một trong những ga đường sắt lớn nhất châu Á. Nhà ga đón trung bình 150.000–180.000 lượt hành khách mỗi ngày.

Đường sắt là một trong những phương tiện vận tải hành khách chính ở Trung Quốc. Trong năm 2014, đường sắt đã thực hiện 2,357 tỷ lượt hành khách và đạt 1,160,48 tỷ lượt hành khách-km, so với 1,456 tỷ chuyến đi và 772,8 tỷ lượt hành khách-km năm 2008. Sự gia tăng mạnh về số lượng chuyến tàu được thực hiện là do sự phát triển nhanh chóng của dịch vụ đường sắt tốc độ cao.
Khoảng cách trung bình của chuyến đi giảm nhẹ từ 530 km xuống còn 503 km, điều này cho thấy việc đi tàu chủ yếu được sử dụng cho các chuyến đi đường dài. Điều này trái ngược hoàn toàn với các quốc gia như Đức, nơi trung bình mỗi chuyến đi bằng đường sắt chỉ dài khoảng 40 km. Sự khác biệt có thể được giải thích là do gần như không có hệ thống đường sắt đi lại truyền thống (chi phí thấp, dịch vụ thường xuyên, điểm dừng thường xuyên) ở Trung Quốc. Tuy nhiên, một số tuyến đường sắt cao tốc liên tỉnh đã được mở từ năm 2005 và nhiều tuyến khác đang được xây dựng.

## Vận tải hàng hoá

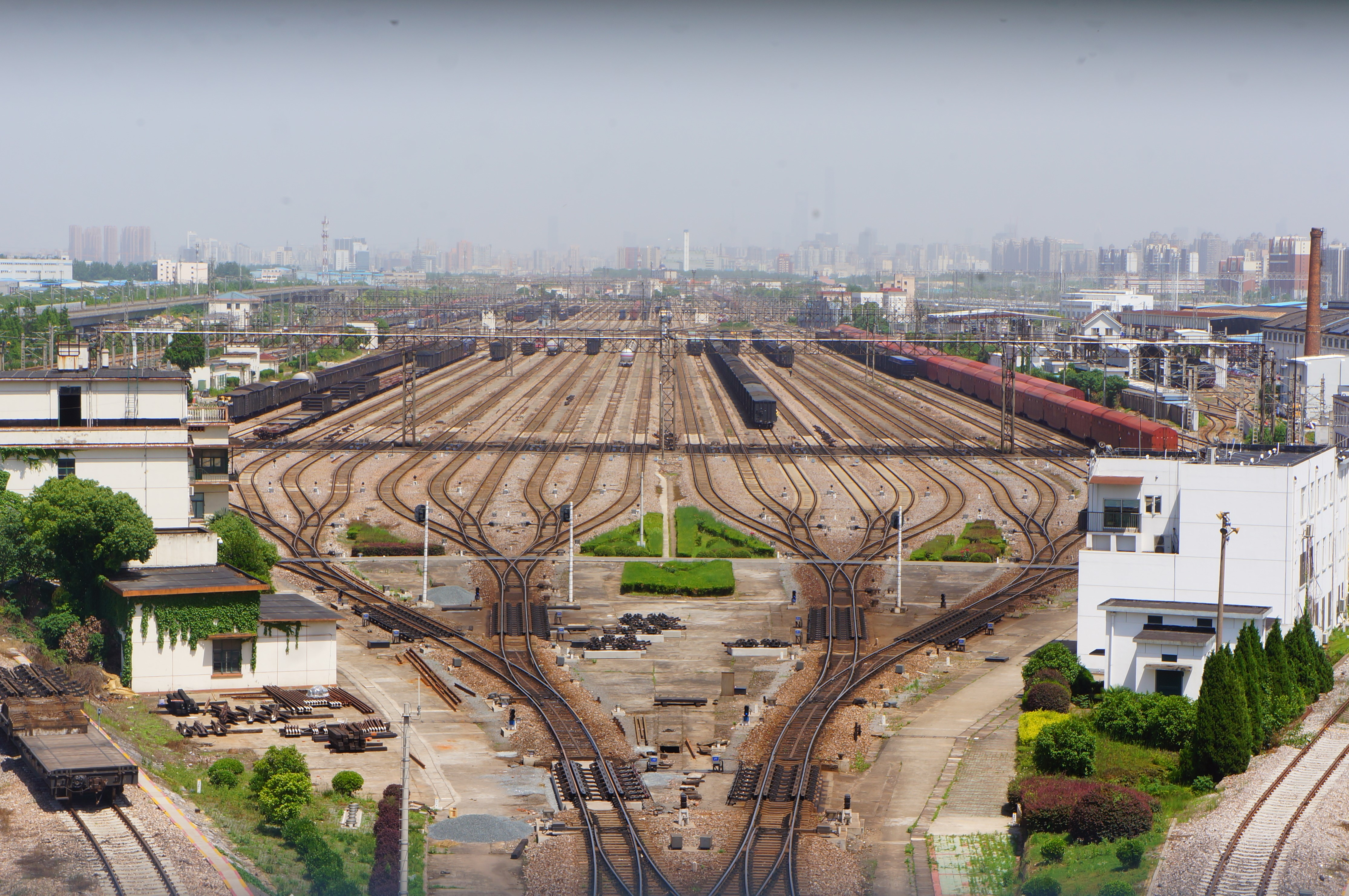
Nhà ga Nanxiang ở Thượng Hải

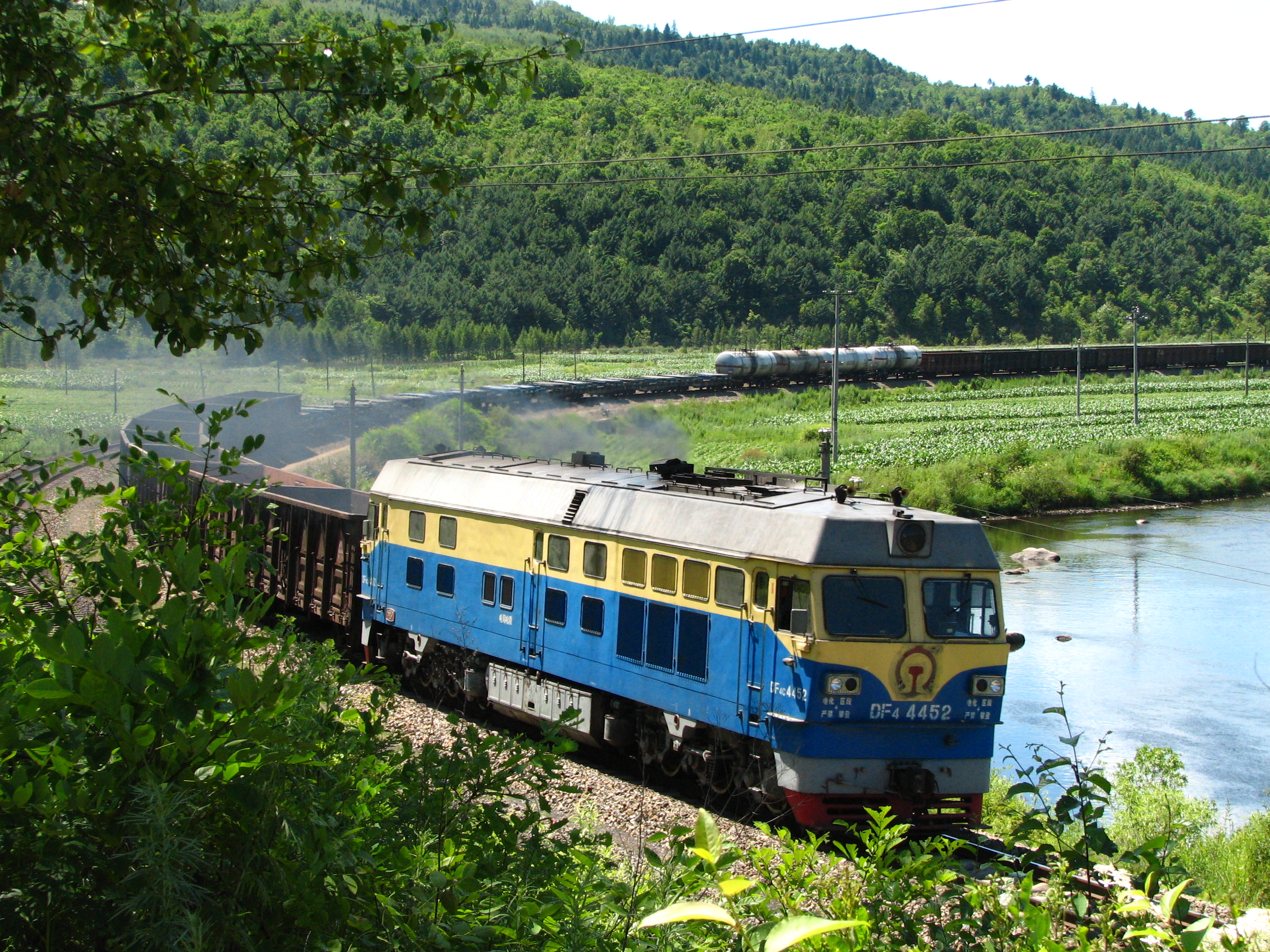
Tàu chở hàng trên Đường sắt Suihua – Jiamusi ở Y Xuân, tỉnh Hắc Long Giang.

Tàu chở hàng ở Trung Quốc chủ yếu được sử dụng để vận chuyển hàng rời. Hàng hóa chủ đạo là than đá, chiếm hơn một nửa tổng trọng tải hàng hóa đường sắt. Năm 2013, 2,322 tỷ tấn than đã được vận chuyển trên các chuyến tàu ở Trung Quốc, chiếm khoảng 58% tổng trọng tải hàng hóa đường sắt là 3,967 tỷ tấn. Một phần năm số hàng hóa đường sắt khác được là quặng và khoáng sản, khoảng 851 triệu tấn (21,5%) vào năm 2013. Các loại hàng rời chính khác bao gồm ngũ cốc (110 triệu tấn, 2,77% trong năm 2013) và phân bón (87 triệu tấn, 2,19% năm 2013). Hàng hóa container chiếm một phần nhỏ nhưng ngày càng tăng, khoảng 5% tổng lưu lượng đường sắt. Bất chấp những số liệu thống kê ấn tượng về lượng hành khách, phương thức vận chuyển hàng hóa bằng đường sắt ở Trung Quốc vẫn đi sau các quốc gia khác như Mỹ, nơi có khoảng 40% tổng trọng tải được vận chuyển bằng đường sắt, Theo Cục Đường sắt Liên bang Hoa Kỳ hoặc ở Thụy Sĩ nơi có tỷ trọng tương tự. Ở Trung Quốc, con số đó chỉ là 8% vào năm 2016 và 77% đối với đường cao tốc trong tổng số 43 tỷ tấn, nhưng thị phần đường sắt dự kiến sẽ tăng do các quy định môi trường mới liên quan đến ô nhiễm không khí, dự kiến sẽ buộc dừng hàng triệu xe tải trên đường.
Gần như tất cả hàng hóa đường sắt ở Trung Quốc được sử dụng để vận chuyển nội địa. Tổng lượng hàng hóa đường sắt quốc tế đạt 58 triệu tấn trong năm 2013, chiếm khoảng 1,46% tổng trọng tải hàng hóa. Bốn cửa khẩu nhập cảnh đường sắt lớn nhất Mãn Châu Lý, Tuy Phân Hà, Erenhot, A Lạp Sơn Khẩu và chiếm 96,5% (56 triệu tấn) tổng lượng hàng hóa.
Các thành phố trong nội địa Trung Quốc đã mở các tuyến vận chuyển hàng hóa đường sắt quốc tế để thúc đẩy thương mại. Năm 2011, Trùng Khánh bắt đầu có dịch vụ vận chuyển hàng hóa đến Duisburg Đức qua Kazakhstan, Nga và Ba Lan. Tuyến đường này đã rút ngắn thời gian vận chuyển từ năm tuần bằng đường biển xuống còn khoảng hai tuần, và chi phí thấp hơn 80% so với đường hàng không.

## Vận tải quân sự

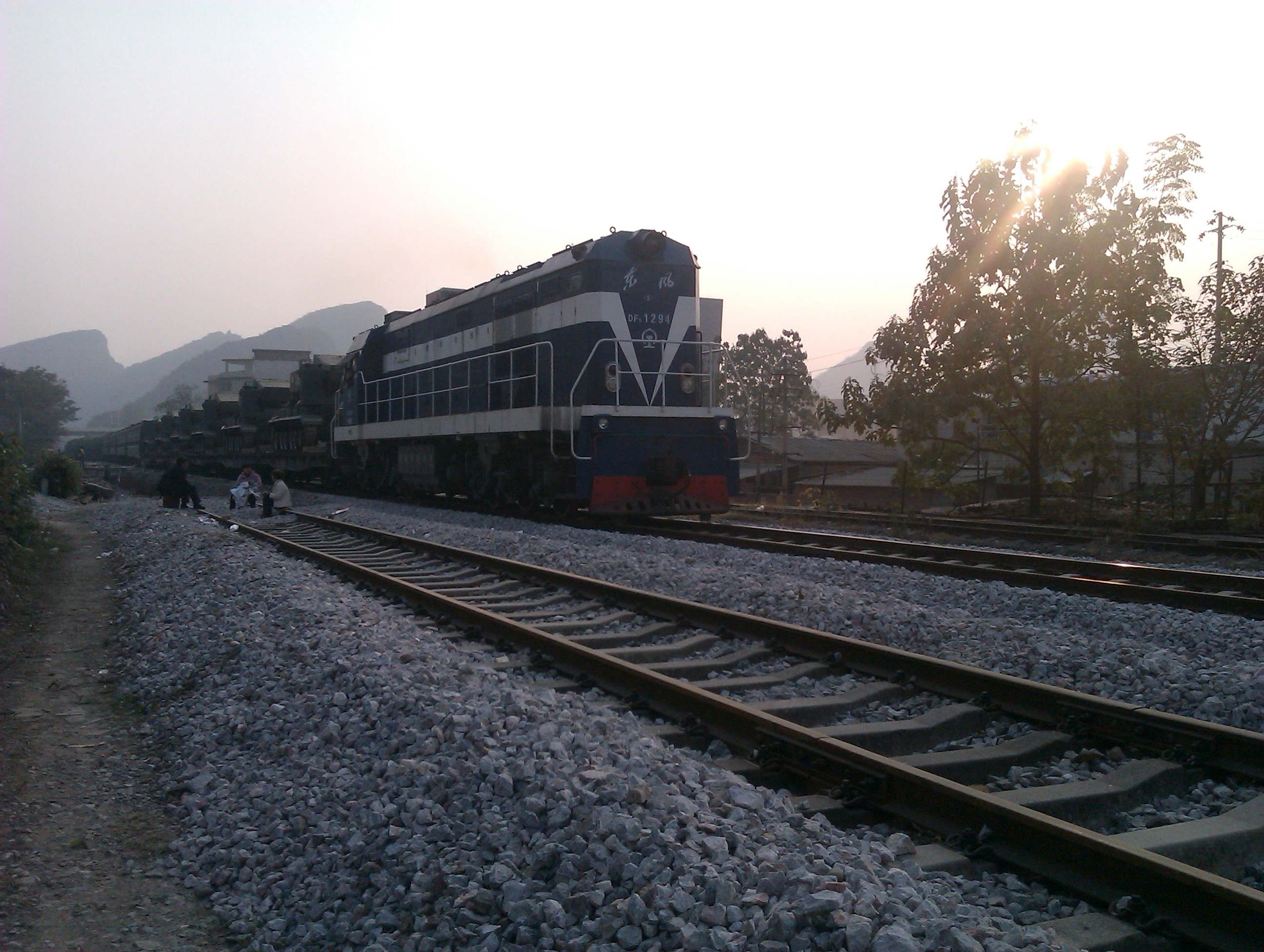
Một chuyến tàu quân sự gần Quế Lâm.

Quân Giải phóng Nhân dân (PLA) sử dụng hệ thống đường sắt để vận chuyển nhân viên, vật tư, vũ khí thông thường và chiến lược. Quân đội từng đóng một vai trò quan trọng hơn trong việc phát triển và quản lý đường sắt. Quân đoàn Xây dựng Đường sắt của PLA, trong những năm 1950-1970 đã xây dựng nhiều tuyến đường sắt ở Tây Nam, đã trở thành một công ty dân sự vào năm 1984 và hiện là Tổng công ty Xây dựng Đường sắt Trung Quốc. Trong thời kỳ Cách mạng Văn hóa, toàn bộ Bộ Đường sắt được đặt dưới quyền chỉ huy của PLA.

## Liên vận quốc tế

### Tuyến liên vận trong quá khứ và hiện tại
Hành khách quốc tế đi tàu liên vận qua Cộng hoà Nhân dân Trung Hoa có thể đến các địa điểm sau:
- Kazakhstan, Mông Cổ, Nga. Các quốc gia này sử dụng 1.520 mm ( 4 ft 11+ 27 ⁄ 32  in), do đó phải có phương pháp chuyển khổ.
- Hồng Kông, Triều Tiên, Lào. Các quốc gia sử dụng khổ tiêu chuẩn.
- Việt Nam. Mặc dù Việt Nam chủ yếu sử dụng khổ 1.000 mm ( 3ft 3 3/8 in). Nhưng từ Hà Nội đến biên giới Trung Quốc và Việt Nam (là tuyến duy nhất hiện đang nhận dịch vụ tàu khách quốc tế từ Trung Quốc) có đường ray khổ kép. Do đó, không có sự cố gãy máy.

#### Hồng Kông
Các dịch vụ tàu hỏa đến Hồng Kông kết thúc tại ga Hung Hom ở Kowloon. Trong khu vực Hồng Kông, các dịch vụ xuyên biên giới sử dụng các đường ray của tuyến Đường sắt phía Đông . Có ba tuyến tàu xuyên suốt, tuyến Bắc Kinh (đến/từ Bắc Kinh), tuyến Thượng Hải (đến/từ Thượng Hải) và tuyến Quảng Đông (đến/từ Triệu Khánh và Quảng Châu Đông). Một tuyến tàu tốc hành nối Hồng Kông và Quảng Châu đã đi vào hoạt động vào tháng 9 năm 2018. Tuyến đường sắt tốc hành mới này sẽ giảm thời gian đi tàu giữa Hồng Kông và Quảng Châu từ 2 giờ xuống còn 1 giờ.

#### Nga

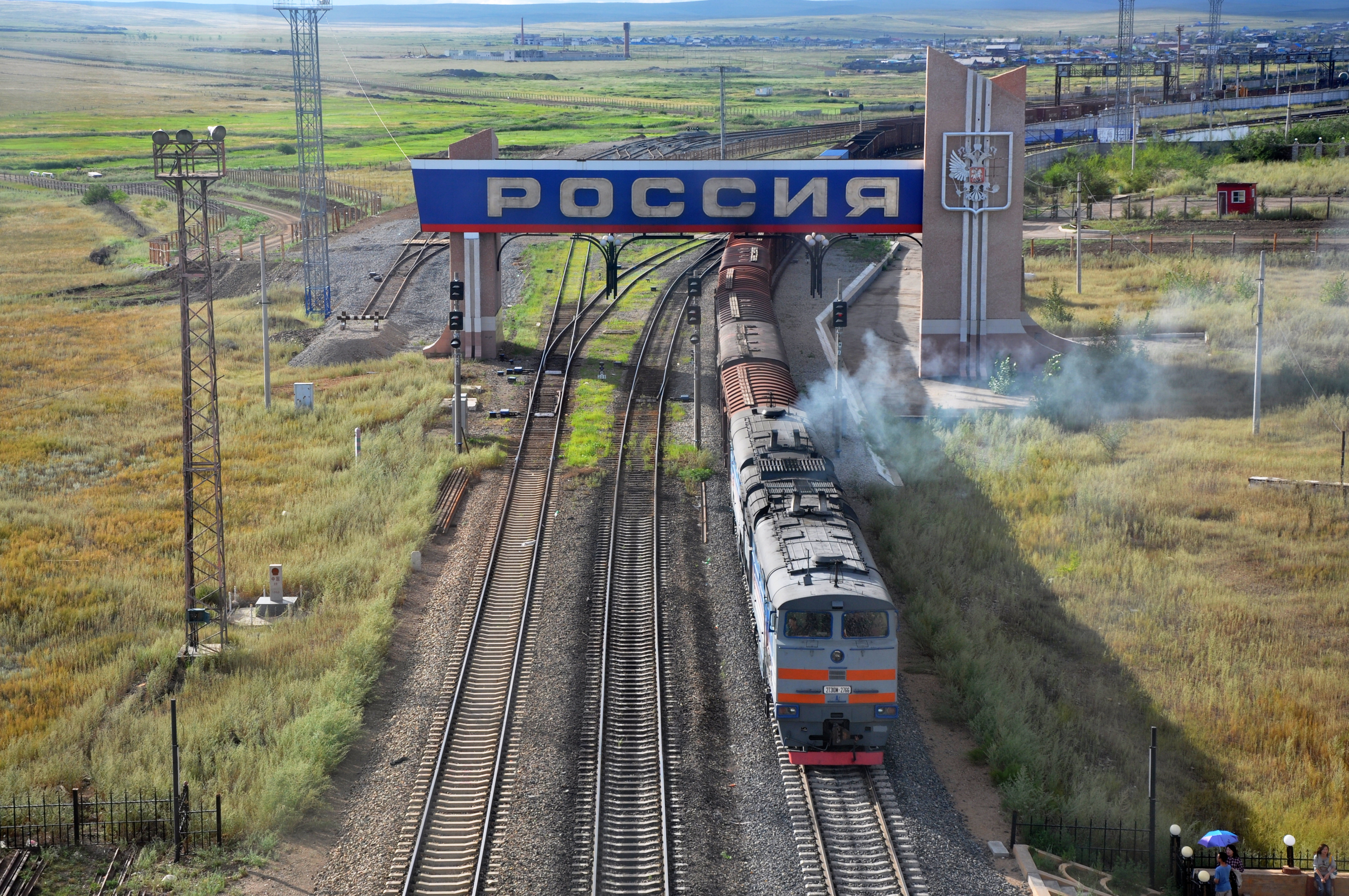
Một chuyến tàu rời Nga và vào Trung Quốc tại Mãn Châu Lý.

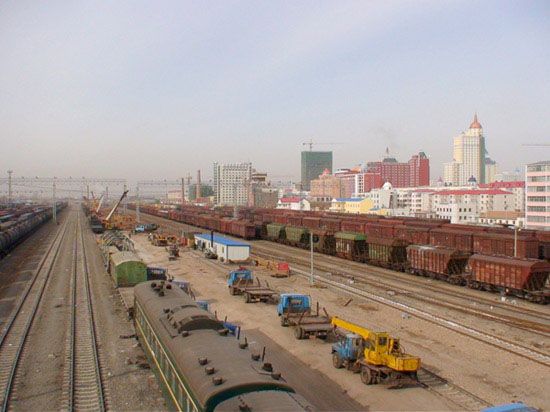
Các toa tàu ở Mãn Châu Lý, ga nội địa sầm uất nhất Trung Quốc.

#### Việt Nam

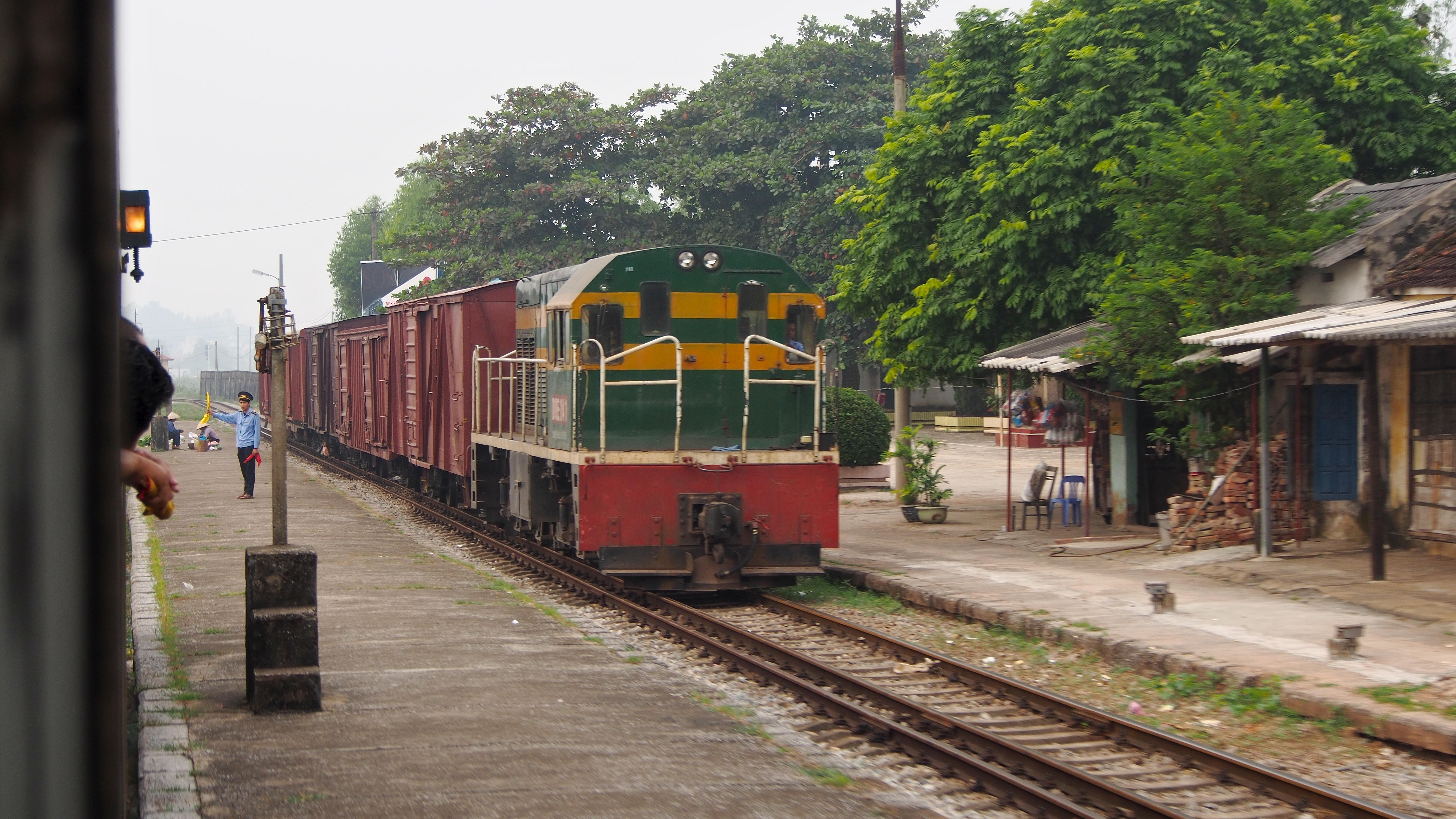
Đường ray đôi tại Đồng Đăng ở Việt Nam phục vụ cả tàu khổ 1 từ Hà Nội và tàu khổ tiêu chuẩn từ Nam Ninh và các thành phố khác ở Trung Quốc.

Có hai tuyến đường sắt giữa Trung Quốc và Việt Nam, tại đèo Nam Quan và Hà Khẩu. Tại con đèo Hữu nghị trên biên giới giữa Bằng Tường, Khu tự trị dân tộc Choang Quảng Tây và Đồng Đăng ở tỉnh Lạng Sơn của Việt Nam, đường sắt Hồ Nam - Quảng Tây kết nối với tuyến đường sắt Hà Nội - Đồng Đăng. Giao lộ được mở vào năm 1955 đã thay thế giao lộ Hekou cũ hơn trở thành tuyến đường sắt chính giữa hai quốc gia. Có hai chuyến tàu hàng tuần từ Bắc Kinh đến Hà Nội và cả hai đều băng qua đèo Nam Quan. Các chuyến tàu gồm một tàu tốc hành kiểu T điển hình của Trung Quốc từ Bắc Kinh đến Đồng Đăng. Tàu có thể yêu cầu hành khách dừng lại ở Nam Ninh trong 5 giờ (đặc biệt là trên tuyến hướng bắc); khu vực tiếp khách với ghế ngả được cung cấp cho hành khách Soft Sleeper.
Tại Hà Khẩu, đường sắt Côn Minh - Hải Phòng khổ hẹp từ Côn Minh, tỉnh Vân Nam đi qua tỉnh Lào Cai của Việt Nam. Tuyến này, còn được gọi là Đường sắt Vân Nam - Việt Nam, được Pháp xây dựng từ năm 1904 đến năm 1910. Dịch vụ xuyên biên giới trên tuyến này đã ngừng hoạt động vào cuối năm 2000, nhưng các chuyến tàu hàng vẫn tiếp tục hoạt động.